# Abiotisk faktor
|  | Sammenskrivningsforslag Artiklen Biotisk er foreslået føjet ind i Abiotisk faktor. (Siden august 2013) Diskutér forslaget |

Abiotiske faktorer er de 'ikke-levende' faktorer der spiller ind overfor de levende organismer. Det kan fx være vind, ilt, vand, lysintensitet, temperatur, Mineraler etc.